# Paris–Roubaix 2002

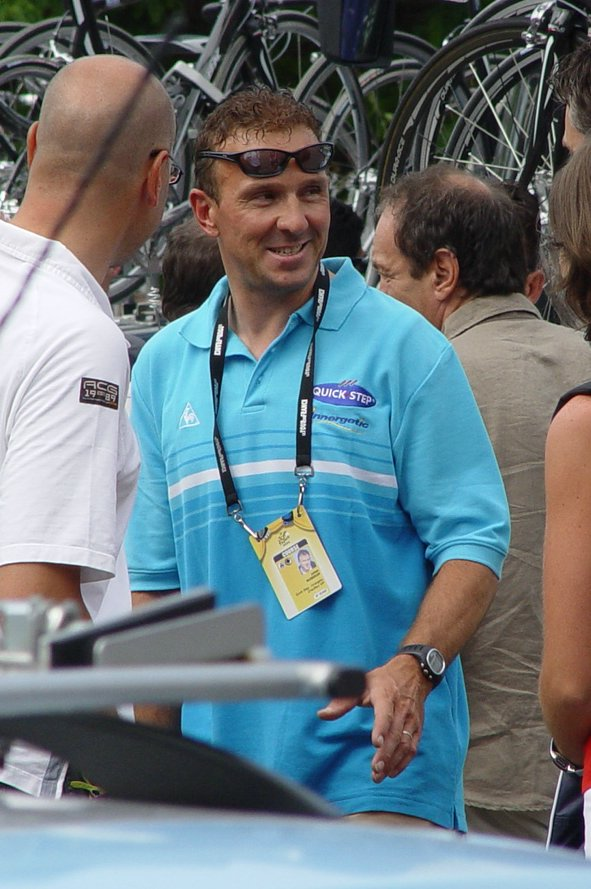
Johan Museeuw (2006)

Das Eintagesrennen Paris–Roubaix 2002 war die 100. Austragung des Radsportklassikers und fand am Sonntag, den 14. April 2002, statt.
Das Rennen führte von Compiègne, rund 80 Kilometer von Paris, nach Roubaix, wo es im  Vélodrome André-Pétrieux endete. Die gesamte Strecke war 254,5 Kilometer lang, davon führten 49,1 Kilometer über Pavé-Sektoren. Es starteten 190 Fahrer, von denen sich 57 platzieren konnten; 16 Fahrer erreichten das Ziel außerhalb des Zeitlimits. Der Sieger Johan Museeuw absolvierte das Rennen mit einer Durchschnittsgeschwindigkeit von 39,235 km/h.
Es herrschte „flahute“-Wetter: Es war nass und windig, die Straßen rutschig und voller Matsch. Nach vier Pavé-Sektoren formierte sich eine führende Gruppe aus zwölf Fahrern, darunter Tom Boonen, die zwischenzeitlich rund vier Minuten Vorsprung hatte. Nach der Trouée d’Arenberg lösten sich Museeuw, George Hincapie und Steffen Wesemann aus dem Peloton und machten sich auf die Verfolgung der Führenden, deren Vorsprung ständig schmolz. 44 Kilometer vor dem Ziel wurde die führende Gruppe von ihnen eingeholt. Kurz darauf drückte Museeuw auf das Tempo und fuhr davon, Boonen und Hincapie folgten ihm. Hincapie stürzte in einen Graben, Wesemann überholte ihn und schloss zu Boonen auf. 10 Kilometer vor dem Ziel hatte Museeuw zweieinhalb Minuten Vorsprung. Er erreicht die Radrennbahn in Roubaix als Erster nach einer Alleinfahrt von 40 Kilometern, von oben bis unten voller Matsch. Hinter ihm zog Boonen den Sprint an, wurde jedoch von Wesemann überholt, der Platz zwei belegte.
Es war Museeuws dritter Sieg bei Paris–Roubaix nach 1996 und 2000.